# Calamagrostis ningxiaensis
Calamagrostis ningxiaensis är en gräsart som beskrevs av D.Z.Ma och J.N.Li. Calamagrostis ningxiaensis ingår i släktet rör, och familjen gräs. Inga underarter finns listade i Catalogue of Life.